# Ribe Domprovsti
Ribe Domprovsti er et provsti i Ribe Stift.  Provstiet ligger i Esbjerg Kommune.
Ribe Domprovsti består af 20 sogne med 22 kirker, fordelt på 10 pastorater.

## Pastorater
| Pastorater i Ribe Domprovsti                | Pastorater i Ribe Domprovsti | Pastorater i Ribe Domprovsti |
| ------------------------------------------- | ---------------------------- | ---------------------------- |
| Bramming Pastorat                           | Darum Pastorat               | Farup Pastorat               |
| Gørding Pastorat                            | Kongeåpastoratet             | Ribe Domsogn-Seem Pastorat   |
| Sankt Katharine-Kalvslund-Obbekær Pastorat, | Spandet-Roager Pastorat      | Vadehavspastoratet           |
| Vejrup-Vester Nykirke Pastorat              |                              |                              |

## Sogne
| Sogne i Ribe Domprovsti | Sogne i Ribe Domprovsti | Sogne i Ribe Domprovsti |
| ----------------------- | ----------------------- | ----------------------- |
| Bramming Sogn           | Darum Sogn              | Farup Sogn              |
| Gørding Sogn            | Hjortlund Sogn          | Hunderup Sogn           |
| Hviding Sogn            | Jernved Sogn            | Kalvslund Sogn          |
| Mandø Sogn              | Obbekær Sogn            | Ribe Domsogn            |
| Roager Sogn             | Sankt Katharine Sogn    | Seem Sogn               |
| Spandet Sogn            | Vejrup Sogn             | Vester Nykirke Sogn     |
| Vester Vedsted Sogn     | Vilslev Sogn            |                         |